# 青霉胺
青霉胺，以Cuprimine品牌销售，是一种主要用于治疗威尔逊氏病的口服药物 ，还用于患有尿胱氨酸水平高、类风湿性关节炎以及各种重金属中毒的肾结石患者。

## 医疗用途
美国 1970 年批准青霉胺用于医疗用途，并且在世界卫生组织的基本药物清单上 。
青霉胺可以用作螯合剂于：
- 威尔逊氏病（一种罕见的铜代谢遗传病）中，青霉胺与积累的铜的结合并通过尿液消除进行治疗。 [4]
- 青霉胺是继二巯基丙醇(BAL)之后治疗砷中毒的二线药物 [5]，已经不再推荐使用 [6]。

在胱氨酸尿症（一种遗传性疾病，其中高尿胱氨酸水平导致胱氨酸结石形成）中，青霉胺可以与半胱氨酸结合产生比胱氨酸更易溶解的混合二硫化物。
青霉胺可以用于治疗硬皮病。 
对常规疗法的充分试验没有反应的严重活动性类风湿性关节炎患者，青霉胺可用作缓解疾病的抗风湿药(DMARD) 进行治疗 。尽管由于 TNF 抑制剂、托珠单抗和托法替尼的使用，青霉胺如今已经较少使用。青霉胺通过减少T淋巴细胞数量、抑制巨噬细胞功能、减少IL-1 、减少类风湿因子和防止胶原交联来起作用。

## 不利影响
骨髓抑制、味觉障碍、厌食、呕吐和腹泻是最常见的副作用，约 20-30% 接受青霉胺治疗的患者会产生，  青霉胺常见的副作用还包括皮疹以及白细胞减少。其他严重的副作用包括肝病、闭塞性细支气管炎和重症肌无力，并且不建议红斑狼疮患者使用青霉胺， 怀孕期间使用也可能会对婴儿造成伤害。

其他可能的不良反应包括：
- 肾病[7][11]
- 肝毒性[12]
- 膜性肾小球肾炎[13]
- 再生不良性贫血（特异质性） [12]
- 抗体介导的重症肌无力[11]和蓝伯-伊顿肌无力综合征，即使停药后仍可能持续存在
- 药物性系统性红斑狼疮[14]
- 匐行性穿孔性彈性組織變性[15]
- 中毒性肌病[16]
- 乳房胀大[17]
- 少精症

## 化学结构
青霉胺是一种三官能有机化合物，由硫醇、胺和羧酸组成，结构上类似于 α-氨基酸半胱氨酸，但在硫醇上有孪生二甲基取代基。像大多数氨基酸一样，是一种无色固体，在生理pH值下以两性离子的形式存在。
青霉胺是一种手性药物，具有一个立体中心，以一对对映异构体的形式存在，如图所示。 (S)对映异构体，具有抗关节炎作用，L-青霉胺（R绝对构型）是有毒的，因为它会抑制吡哆醇（即维生素B6 ）起作用。 该对映异构体是青霉素的代谢物，但本身没有抗生素特性。 多种青霉胺-铜复合结构已知。 

## 历史
John Walshe于1956年首次描述了青霉胺在威尔逊病中的使用。 他在服用青霉素的患者（包括他自己）的尿液中发现了这种化合物，并通过实验证实它通过螯合作用增加了尿铜的排泄。他最初难以说服当时的几位世界专家（丹尼·布朗和卡明斯），因为其他人认为威尔逊病的主要问题不在于铜稳态，而是氨基酸代谢问题，并且应该使用二巯基丙醇作为螯合剂。后来经研究证实了以铜-中心理论和D-青霉胺的功效。 Walshe 还率先在 Wilson 开创了其他的螯合剂如三亚乙基四胺和四硫代钼酸盐。 
青霉胺首先由约翰·康福斯在罗伯特·罗宾逊的监督下合成。 
1964 年出现第一个成功案例以来，青霉胺一直用于治疗类风湿性关节炎。 

## 成本
在美国，Valeant在2016年将药物成本从每月约500美元提高到24,000美元。 